# Sergej Kirdjapkin
Sergej Aleksandrovitsj Kirdjapkin (Russisch: Сергей Александрович Кирдяпкин) (Insar, 18 juni 1980) is een Russisch snelwandelaar. Hij werd tweemaal wereldkampioen en olympisch kampioen op het onderdeel 50 km snelwandelen. Hij nam in totaal tweemaal deel aan de Olympische Spelen. Na een in 2015 gebleken overtreding van het dopingreglement werd hem in maart 2016 zijn olympische titel overigens weer ontnomen.

## Loopbaan
Kirdjapkin won goud op de wereldkampioenschappen van 2005 op het onderdeel 50 km snelwandelen in een persoonlijk record van 3:38.08. Vier jaar later herhaalde hij deze prestatie bij de WK in Berlijn. Daarbij benaderde hij zijn persoonlijk beste prestatie tot op 27 seconden.
Op de Olympische Spelen van 2008 in Peking en de Europese kampioenschappen van 2010 in Barcelona moest Kirdjapkin de wedstrijd nog voor de finish verlaten. Vier jaar later revancheerde hij zich door bij de Olympische Spelen in Londen in een olympisch record van 3:35.59 de gouden medaille op de 50 kilometer snelwandelen te winnen.
Op 21 januari 2015 werd bekend dat Kirdjapkin voor de duur van drie jaar en twee maanden was geschorst wegens schommelingen in de bloedwaarden in het biologisch paspoort. De ingangsdatum van de schorsing werd vastgesteld op 15 oktober 2012. In maart 2016 werd bekendgemaakt, dat het Hof van Arbitrage voor Sport (CAS) hem ook zijn olympische titel had ontnomen.
Sergej Kirdjapkin is aangesloten bij 'Dynamo in Mordovia.

## Titels
- Olympisch kampioen 50 km snelwandelen - 2012
- Wereldkampioen 50 km snelwandelen - 2005, 2009

## Persoonlijke records
| Onderdeel          | Prestatie | Datum            | Plaats   |
| ------------------ | --------- | ---------------- | -------- |
| 10 km snelwandelen | 40.23     | 29 mei 2010      | Krakau   |
| 20 km snelwandelen | 1:23.24   | 1 maart 2003     | Adler    |
| 30 km snelwandelen | 2:05.06   | 1 maart 2003     | Adler    |
| 35 km snelwandelen | 2:26.31   | 1 maart 2003     | Adler    |
| 50 km snelwandelen | 3:38.08   | 12 augustus 2005 | Helsinki |

## Palmares

### 50 km snelwandelen
- 2005:  WK - 3:38.08
- 2006: 49e Wereldbeker - 4:23.27
- 2008: 6e Wereldbeker - 3:48.29
- 2008: DNF OS
- 2009:  WK - 3:38.35
- 2010: DNF EK
- 2012:  Wereldbeker - 3:38.08
- 2012:  OS - 3:35.59 (OR)

## Prestatieontwikkeling
| Jaar | 20 km snelwandelen | 50 km snelwandelen |
| ---- | ------------------ | ------------------ |
| 2001 | -                  | 4:08.16            |
| 2002 | 1:24.38            | 3:52.19            |
| 2003 | 1:23.24            | -                  |
| 2004 | 1:23.25            | 3:43.20            |
| 2005 | -                  | 3:38.08            |
| 2006 | -                  | 4:23.27            |
| 2007 | -                  | -                  |
| 2008 | -                  | 3:48.29            |
| 2009 | -                  | 3:38.35            |
| 2010 | -                  | -                  |
| 2011 | 1:22.57            | -                  |
| 2012 | -                  | 3:35.59            |

1976 Veniamin Soldatenko ·
1983: Ronald Weigel ·
1987: Hartwig Gauder ·
1991: Aleksandr Potasjov ·
1993: Jesús Ángel García ·
1995: Valentin Kononen ·
1997: Robert Korzeniowski ·
1999: Ivano Brugnetti ·
2001: Robert Korzeniowski ·
2003: Robert Korzeniowski ·
2005: Sergej Kirdjapkin ·
2007: Nathan Deakes ·
2009: Sergej Kirdjapkin ·
2011: Sergej Bakoelin ·
2013: Robert Heffernan ·
2015: Matej Tóth ·
2017: Yohann Diniz ·
2019: Yusuke Suzuki